# Winfried Bonengel
 (décembre 2021).
Si vous disposez d'ouvrages ou d'articles de référence ou si vous connaissez des sites web de qualité traitant du thème abordé ici, merci de compléter l'article en donnant les références utiles à sa vérifiabilité et en les liant à la section « Notes et références ».
Winfried Bonengel (né le 28 avril 1960 à Werneck) est un réalisateur allemand.

## Filmographie
- 1987 : La petite illusion (court métrage)
- 1989 : Die Anweisung (court métrage)
- 1991 : Wir sind wieder da
- 1992 : Eine unheilige Allianz (TV)
- 1993 : Beruf Neonazi (de)
- 1994 : Mein Leben: Der Knast (TV)
- 1995 : The Right Wing Exposé
- 1996 : 
  - Max Wolkenstein (de) (série télévisée, épisode Tod eines Penners)
  - Du bist nicht allein – Die Roy Black Story (de)
- 2002 : Führer Ex (de)
- 2006 : Schmetterlinge im Bauch (de)
- 2007 : R. I. S. – Die Sprache der Toten (de) (3 épisodes)
- 2008 : Anna und die Liebe (épisode Übers Ziel hinaus)